# Всесвітній торговий центр 7
7 корпус Всесвітнього торгового центру (англ. 7 World Trade Center) — будівля, побудована в районі Нижній Мангеттен міста Нью-Йорк, штат Нью-Йорк, США. Це друга будівля з цією назвою та адресою. Перша споруда була побудована у 1987 році й була зруйнована в результаті терактів 11 вересня 2001 року. Сьогоденна споруда була відкрита у 2006 році на місці попередньої. Обидва проєкти були розроблені Ларрі Сильверстайном, котрий є орендарем ділянки, що знаходиться у володінні Портового управління Нью-Йорка і Нью-Джерсі.

## Опис

### Перша будівля
Оригінальна будівля мала 47 поверхів і фасад з червоного граніту. Спроєктовано Emery Roth & Sons. Будівля була трапецієподібна, мала 190 метри заввишки, 100 м завдовжки та 43 м завширшки Tishman Realty & Construction керували будівництвом хмарочоса, яке почалося у 1983 році. У травні 1987 року, будівлю відкрили, яка стала сьомим корпусом Всесвітнього торгового центру
Надземний пішохідний перехід з'єднував будівлю з площею Всесвітнього торгового центру. Побудовано будинок було над електропідстанцією Consolidated Edison яка була побудована у 1967 році. Підстанція мала кесонний підмурівок, щоб нести вагу майбутньої будівлі заввишки 25 поверхів, що мала б площу 56000 м². Остаточний дизайн для Всесвітнього торгового центру 7 мав набагато більшу будівлю, ніж планувалося спочатку, коли підстанція була побудована
Все це створило унікальні обмеження в процесі планування та будівництва. Як наслідок, в конструктивному відношенні будівля складається з чотирьох рівнів:

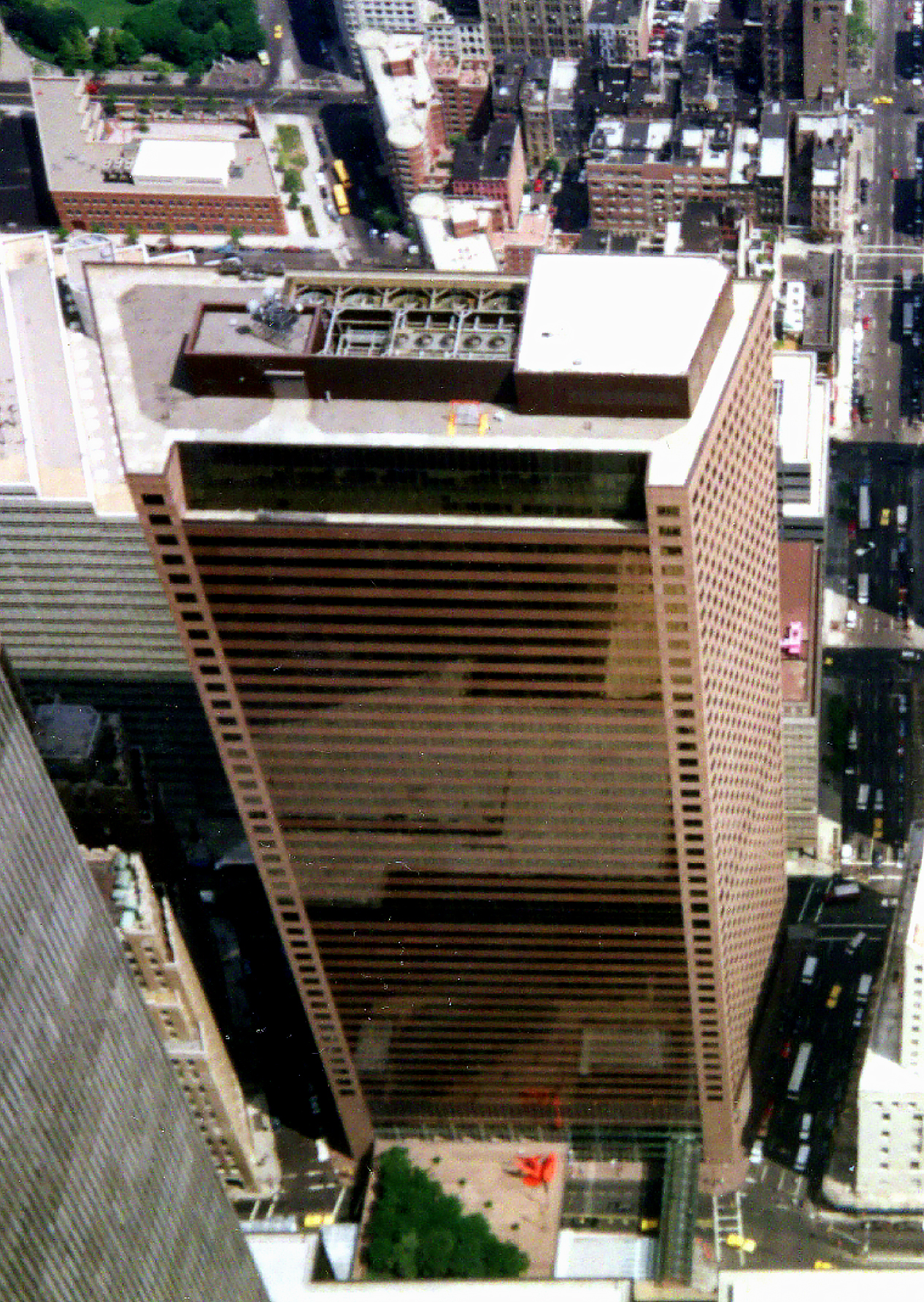
Всесвітній торговий центр, корпус 7 (оригінальна споруда)

- Перші чотири поверхи містили в собі два двоповерхових вестибюлі, кожен — в центрі південної сторони 1-го і 3-го поверхів. Північна сторона 1-го і 2-го поверхів була зайнята електропідстанцією. Інша площа перших чотирьох поверхів північної, східної й західної сторін будинку містила в собі конференц-зал, офіси, кафетерій та інші приміщення.
- 5-й і 6-й поверхи були механічним простором. На цих поверхах розміщувалися розкоси та поперечини, що перерозподіляють вагу верхніх поверхів між структурним підмурівком електропідстанції та чотирьох нижніх поверхів будівлі.
- Поверхи з 7-го по 45-й структурно були майже ідентичні один одному, і були зайняті різними офісами. Винятком були 22-й і 23-й поверхи, на яких знаходився армувальний брекер.
- 46-й і 47-й поверхи, включаючи здебільшого офісний простір, були посилені для підтримки баштового охолоджувача і водяних баків для системи пожежогасіння.

11 вересня 2001 року будівля була пошкоджена спадними уламками Північної вежі торгового центру. Всередині будівлі, на нижніх поверхах, почалися пожежі. Пошкодження системи водопостачання в результаті падіння веж порушило працездатність внутрішньої системи пожежогасіння, і не дозволяло пожежникам ефективно боролися з вогнем. Близько 15:30 пожежникам було наказано покинути будівлю через небезпеку обвалення. Територію навколо будови оточили в очікуванні обвалення, яке сталося о 17:20 за місцевим часом.

### Друга будівля
Будівництво нової будівлі було розпочато у 2002 році, і закінчено у 2006 р.. Сьогоденна будівля має 47 наземних поверхів і 1 підземний, і входить до числа 40 найвищих будівель міста Нью-Йорк. Ця будівля займає трохи меншу площу в порівнянні з попередньою, що дозволило відновити ділянку вулиці Гринвіч-стріт, що раніше переривалася в районі Всесвітнього торгового центру. На площі, що звільнилася між вулицями Гринвіч-стріт і Вест Бродвей посаджено парк з фонтаном, що отримав назву Silverstein Family Park і присвячений людям що пережили події 11 вересня 2001 року. При будівництві нової будівлі особливе значення надали безпеці: будівля має міцну залізобетонну серцевину, широкі сходи, і товстіше протипожежне покриття сталевих колон. Будівля також стала першою комерційною будівлею в місті Нью-Йорк, яка одержала від США англ. Green Building Council сертифікат LEED із «золотим» рейтингом.
Поруч з новим будинком, всередині ВТЦ 7 також була побудована нова електропідстанція, яка почала функціонувати у 2004 році зі встановленими на той момент трьома трансформаторами. За планом, площа електропідстанції розрахована на 10 трансформаторів, здатних забезпечити електрикою нові будівлі Всесвітнього торгового центру та інші райони Нижнього Манхеттену з урахуванням підвищення електроспоживання в майбутньому.